# Aromaterapija
Aromaterapija je ena od oblik zdravilstva, ki uporablja hlapne tekoče rastlinske snovi, znane kot eterična olja in druge aromatične sestavine rastlin. Njen namen je vplivati na človekovo zdravje in počutje. Danes aromaterapijo delimo na štiri skupine: medicinska aromaterapija, popularna in ezoterična aromaterapija, holistična aromaterapija in znanstvene raziskave dišav. Najbolj se uporablja holistični pristop k zdravljenju, kar pomeni, da ne zdravi zgolj simptomov ampak splošno telesno stanje – dušo in telo kot celoto. Sem spadajo tudi navodila za zdrav način življenja, prehranjevanje ter telesne in druge dejavnosti za krepitev zdravja. Pri aromaterapiji velja, da so bolezenska znamenja posledica porušenega energijskega ravnovesja, zdravljenje z eteričnimi olji pa pomaga pacientovemu telesu, ki se skuša samo pozdraviti. Aromaterapevt skuša s celostnim pristopom ugotoviti prave vzroke bolezenskih težav in jih s pravilno izbiro kombinacije eteričnih olj odpraviti.
Eterična olja se po sestavi razlikujejo od drugih rastlinskih produktov, saj destilacijski postopek izloči le lažje fitomolekule. Tako eterična olja vsebujejo monoterpene in seskviterpene ter ostale hlapne organske komponente kot so estri, aromatične komponente, neterpenske ogljikovodike itn.
Aromaterapija je splošen pojem, ki se nanaša na vse običaje, kjer uporabljajo eterična olja, včasih v kombinaciji z ostalimi alternativnimi metodami ali duhovnim verovanjem. Najbolj pogosta je uporaba eteričnih olj pri inhaliranju, masaži ali drugi topikalni uporabi.

## Zgodovina
Eterična olja kot taka so v rabi od desetega stoletja, ko je naravoslovec Ibn Sena (znan tudi kot Avicenna) odkril postopek parne destilacije. To je danes najbolj pogost način pridobivanja eteričnih olj. Sam termin aromaterapija pa je leta 1920 uvedel francoski kemik René-Maurice Gatefossé. Po nesreči v laboratoriju mu je zagorela roka, zato jo je pomočil v najbližjo hladno tekočino in to je bilo eterično olje sivke. Takoj je opazil ponehanje bolečine, rdečica in mehurji so izginili, opekline so se hitro zdravile in niso pustile brazgotin. Zaradi tega se je celo življenje ukvarjal z raziskovanjem eteričnih olj. Leta 1937 objavil knjigo, v kateri je opisal svojo metodo terapevtske uporabe eteričnih olj, za katera je mislil, da so enako učinkovita kot priznana zdravila. 
Jean Valnet je nadaljeval delo Gatefossé-ja in med drugo svetovno vojno uporabljal eterična olja pri zdravljenju gangrene.
Uporaba aromatičnih snovi pa sega v daljno preteklost. Stare civilizacije kot, so Egipčani (balzamiranje mumij), Grki (razkuževanje v času epidemij) in Rimljani (industrija parfumov), so uporabljale dišeče rastline za zdravljenje telesnih in duševnih težav že tisočletja. Odkrivali so, kako goreče veje in listi nekaterih rastlin delujejo na človeka uspavalno ali pa vplivajo na čutne zaznave.

## Načini aplikacij
- Topikalna: masaža, kopeli, obkladki, nega kože.
- Inhalacija: direktna (parna inhalacija), indirektna (z izparilniki).
- Peroralna, rektalna in vaginalna: proti infekcijam, parazitom itn.

## Snovi
Snovi, ki jih uporabljamo pri aromaterapiji:
- Eterična olja: Eterična olja pridobljena s parno destilacijo (npr. evkaliptusovo olje), s stiskanjem (npr. grenivkino olje), včasih pa se izraz nanaša na eterična olja pridobljena z ekstrakcijo z različnimi topili.
- Absoluti: Eterična olja primarno ekstrahirana iz rož ali občutljivih rastlinskih tkiv z ekstrakcijo s topilom ali superkritično tekočino (npr. absolut vrtnice).
- Fitoncidi: Razne organske hlapne komponente, ki delujejo baktericidno, vendar se v praksi ne uporabljajo pogosto zaradi neprijetnega vonja (npr. česen).
- Rastlinski destilati ali hidrosoli: Stranski vodni produkti destilacije (npr. vrtničina voda), uporabljajo se v kulinariki, za medicinske namene in uporabo na koži.
- Infuzi: Vodni ekstrakti različnih rastlinskih drog (npr. infuz kamilice)
- Osnovna olja: Po navadi rastlinska olja, ki služijo razredčevanju eteričnih olj, za uporabo na koži (npr. olje sladkega mandljevca).

## Teorija
Aromaterapija je zdravljenje ali preprečevanje bolezni z uporabo eteričnih olj. Za razlago o domnevnih učinkih sta na voljo dva osnovna mehanizma. Prvi je vpliv dišave na možgane, še posebej na limbični sistem preko vohalnega sistema. Drugi je neposredni farmakološki učinek eteričnega olja. Čeprav aromaterapevti trdijo, da natančno poznajo sinergizem med telesom in eteričnimi  olji, je učinkovitost aromaterapije potrebno še dokazati. Vendar pa nekatere predhodne študije kažejo pozitivne učinke.
V angleško govorečem svetu, aromaterapevti težijo k temu, da se poudari uporaba olj pri masaži. Aromaterapijo se pogosto smatra za najboljši dopolnilni način zdravljenja, ter za najslabšo lažno znanstveno prevaro.
V Evropi, zlasti v Franciji od koder izvira, je aromaterapija vključena znotraj splošne medicine. Uporaba antiseptičnih, protivirusnih, protiglivičnih in antibakterijskih lastnosti olj, pri nadzoru nad infekcijami, se poudarja pri pristopih, ki jih poznajo prebivalci severne Amerike.
V Franciji so nekatera eterična olja regulirana kot zdravila na recept, ki jih predpiše zdravnik. Francoski zdravniki uporabljajo tehniko imenovano aromatogram, na podlagi katerega se odločijo, katero eterično olje bodo uporabili. Najprej zdravnik kultivira vzorec okuženega tkiva ali sekreta od pacienta. Nato rastoče kulture razdeli v petrijevke z agarjem. Vsaka petrijevka se inokulira z drugačnim eteričnim oljem, s tem  določi olje, ki je najbolj aktivno proti ciljnim sevom mikroorganizma. Antiseptična aktivnost  se pokaže pri vzorcu z zavrto rastjo.
V mnogih državah so eterična olja vključena v nacionalni farmakopeji. Vendar do sedaj,  aromaterapija kot  znanost, še nikoli ni bila priznana kot veljavna veja medicine v Združenih državah, Rusiji, Nemčiji ali na Japonskem.
Eterična olja, eterična olja iz lesa in drugih naravnih hlapnih organskih spojin, delujejo na različne načine. Na ravni vonja aktivirajo limbični sistem in čustveni center v možganih. Če jih apliciramo na kožo (pogosto v obliki "masažnih olj", tj 1-10 % raztopina eteričnega olja v oljnem vehiklu), aktivirajo termične receptorje, ter ubijejo mikrobe in glivice. Notranja uporaba pripravkov eteričnih olj (zlasti v farmakoloških drogah; na splošno ni priporočljiva za domačo uporabo, razen za redčenje v masti, mineralnih oljih ali vodnih raztopinah; 1-5 % raztopina) lahko stimulira imunski sistem.

## Izbira in nakup
Olja s standardiziranimi vsebnostmi sestavin, morajo vsebovati natančno določene količine dišav, ki se običajno pojavijo v olju. Vendar pa ni zakona, ki prepoveduje dodajanje kemikalij oljem v sintetični obliki, za izpolnjevanje meril določenih s strani FCC (Food Chemical Codex). Na primer, eterično olje limonine trave mora vsebovati do 75 % aldehidov, da ustreza smernicam FCC-ja, ni pa nujno, da prihajajo iz limonine trave, lahko jih pridobimo kemijsko.
Nerazredčena eterična olja, primerna za aromaterapijo, se označijo kot terapevtski razred, vendar v državah, kjer industrija ni zakonsko urejena, terapevtski razred temelji na industriji soglasja in ne regulative. Nekateri aromaterapevti izkoristijo te razmere, in zavajajo s trditvami o poreklu in vsebnosti olja, ki jih uporabljajo. Prav tako trdijo, da ima čistoča olja preverjena z masno spektrometrijo ali plinsko kromatografijo omejeno vrednost, ker vse kar testiranje lahko pokaže je to, da se različne kemikalije pojavljajo v olju. Veliko sestavin, ki so  naravno prisotne v eteričnih oljih, izdela industrija parfumov in jih dodaja eteričnim oljem zaradi cenejše izdelave. Težko se razlikuje med sintetičnimi aditivi in naravno prisotnimi kemikalijami.
Najboljši instrument za določanje oporečnega eteričnega olja je izostren voh. Veliko ljudi lahko razlikuje med naravno in sintetično vonjavo, vendar so potrebne izkušnje.

## Cena
Cena eteričnih olj varira glede na količino letnega pridelka, države izvora, kako zaželeno je olje ter od načina pridobivanja (npr. eterično olje sandalovine iz Indije je dvakrat dražje od eteričnega olja sandalovine iz Avstralije). Paziti moramo, da ne mešamo izrazov eterično olje in dišeče olje. Sintetične snovi, ki so morda videti enake in imajo tudi enak vonj kot eterično olje, vendar nimajo enakih zdravilnih lastnosti. Po navadi je cena pravega eteričnega olja visoka.

## Farmakološki učinki eteričnih olj
- Antibakterijsko delovanje: In vitro testiranja so potrdila antibakterijski učinek nakaterih olj kot so eterično olje rožmarina, nageljnove žbice, limete, cimeta, in čajevca.[10][11][12][13]
- Protivirusno delovanje: Eterična olja čajevca, limonine trave, sandalovine, ingverja, timijana, ožepa in peperminta so pokazala učinkovitost v in vitro testiranjih proti virusu herpesa [14][15][16][17][18]
- Protiglivično delovanje: Eterična olja sivke, timijana, nageljnovih žbic, brina in čajevca so pokazala protiglivično delovanje v in vitro testiranjih.[19][20][21][22][23]
- Protivnetno delovanje: V in vitro raziskavah so potrdili protivnetno delovanje nageljnovih žbic, cimeta, žajblja, evkaliptusa, črne kumine in lovorjevega lista[24][25][26][27][28][29]
- Anksiolitično delovanje: Pri preiskušanju na živalih so ugotovili anksiolitično učinkovitos pri sivki, vrtnici in angeliki [30][31][32]
- Protibolečinsko delovanje: eterično olje rdečega bora, navadnega brina, evkaliptusa, sivke, rožmarina.
- Antidepresivno delovanje: eterično olje bergamota, grenivke, grenke pomaranče, muškatne kadulje, sivke, mandarine, majarona.
- Delovanje proti prebavnim težavam: eterično olje korena angelike, bergamonta, bazilike, pehtrana, nemške kamilice.

## Uporaba eteričnih olj
Olja iz zelišč
- Bazilika (Ocimum basilicum) se zaradi sveže, sladke arome uporablja v parfumeriji. V aromaterapiji se uporablja za lajšanje depresije, glavobola, migrene, prebavnih motenj. Eterično olje bazilike ima veliko kemotipov, nekateri izmed njih so emenagogi in se jih ne sme uporabljati v nosečnosti.

Olja iz agrumov
- Bergamot (Citrus bergamia) je eno najpopularnejših olj v parfumeriji. Uporablja se kot učinkovit repelent. Blagodejno deluje na tegobe povezane s prebavili. Uvrščamo ga med pripravke za zdravljenje vnetij in okužb, kot so okužbe sečil, dihal, za nego ran, različnih kožnih okužb, aken, mastne in razpokane kože. Značilni vonj čaja Earl Gray prihaja iz eteričnega olja bergamota.

Olj iz začimbnic
- Črni poper (Piper nigrum) ima ostro in pekočo aromo. Eterično olje je močno sredstvo proti bolečinam, zato se uporablja pri bolečinah v mišicah, glavobolu, za blaženje zobobola. Poživlja, krepi telo in pospešuje prekrvavitev.

Olja iz cvetov
- Sivka (Lavandula angustifolia, Lavandula officinalis); eterično olje se uporablja kot antiseptik. Pomirja kožo, zato se uporablja pri manjših vrezninah in opeklinah. Lajša bolečine pri glavobolu, migreni, krčih v prebavilih.

Olja iz dreves in lesa
- Evkaliptus (E. globulus, E. radiata); olje se pogosto uporablja v kombinaciji s pepermintom pri težavah z dihali- pri prehladu, kašlju, gripi. Uporablja se tudi pri težavah s sečili, saj hkrati pospešuje tudi izločanje seča.

Olja iz smol ter korenin in korenik
- Benzojevec, benzoj, stiraks (Styrax benzoin) ima značilen sladek vonj s katerim naj bi tolažil žalostne, osamljene, potrte ljudi. V parni inhalaciji zelo pomaga pri astmi, bronhitisu in kašlju. Deluje proti napenjanju in vetrovom, odstranjuje neprijetne vonjave.

Olja iz trav, grmov in semen
- Čajevec ali čajna mirta  (Melaleuca alternifolia); z uporabo tega olja na prizadetih delih telesa lahko pospešimo zdravljenje atletskega stopala, nožničnih izpuščajev, herpesa, žuželčjih pikov, peg, aken in manjših odrgnin.

S parno inhalacijo eteričnega olja čajne mirte preprečimo prehlade in gripo, če pa se te okužbe vseeno pojavijo, ublažimo simptome in pospešimo okrevanje.
Eksotična eterična olja
Uporabljamo jih predvsem v razpoloženjskih parfumih, včasih pa tudi v oljnih mešanicah za masažo in kopeli. Eksotična eterična olja se pridobivajo iz mimoze, bele narcise, hrastovega lišaja, holandske lipe, vrtne narcise. Vse vrste eksotičnih olj je potrebno uporabljati zelo previdno in v majhnih količinah. Številna med njimi so prečiščena in močno koncentrirana, zato v oljne mešanice navadno ne dajemo več kot 1-2 kapljici.
Nevarna eterična olja
Nekatera eterična olja so nevarna in jih v aromaterapijskih pripravkih zato ne smemo uporabljati. Mednje sodijo zimzelen, vinska rutica, kolmež, metlika, navadni pelin, pravi pelin, rožnati šetraj, hren, kafrovec, origano, peteršilj (semena),...

## Učinkovitost
Splošno mnenje večine medicinskih strokovnjakov je, da je pomanjkanje znanstvenih dokazov o učinkih aromaterapije, ne glede na to pa imajo nakatere dišave dokazano učinkovitost na razpoloženje in relaksacijo. Znanstvene raziskave o učinkih aromaterapije so omejene, čeprav so in vitro testiranjih odkrili antibakterijske in protivirusne učinke eteričnih olj. Objavljenih je bilo nekaj dvojno-slepih raziskav. Eterična olja imajo dokazano učinkovitost v ustnih vodicah. Raziskovalci na inštitutu Sloan-Kettering so ugotovili, da aromaterapija signifikantno zmanjšuje klavstrofobične napade pri pacientih, ki gredo na MRI slikanje. Nekateri učinki aromaterapije kot sta relaksacija in zbistritev misli morda izhajajo iz placebo efekta.
Skeptična literatura razlaga, da aromaterapija bolj temelji na nezanesljivih dokazih, ki so se prenašala iz roda v rod, kot pa na pravih dokazih, ki kažejo da aromaterapija lahko pozdravi bolezni. Znanstveniki in zdravstveni delavci priznavajo, da ima aromaterapija omejeno znanstveno podporo in da dosedanje študije niso bile ustrezno nadzorovane in ravno tako niso bile strokovno pregledane.
Stranke se morajo zavedati, da lahko izraz » aromaterapija« ni nujno reguliran in točno določen v vsaki državi. Danes se ta izraz ponekod uporablja za široko paleto izdelkov, ki nimajo nujno prave terapevtske uporabnosti. Nekateri proizvodi imajo oznako  »aromaterapija«  preprosto zato, ker vsebujejo eterična olja.
Nekateri zagovorniki aromaterapije verjamejo, da učinek določenega olja ni posledica  reakcije med snovmi v olju z našimi čutili, ampak je posledica  destilacije »življenjske sile« same rastile. Ta izvleček naj bi ustvarjal ravnovesje energije v našem telesu in pospeševal celjenje , ter dobro počutje z odstranjevanjem negativnih energetskih vibracij iz našega telesa. Vendar za to razmišljanje seveda ni nobenih znanstvenih dokazov, ki bi dokazovali resnične terapevtske učinke in obstoj teh energij.

## Varnost
Pri uporabi eteričnih olj obstajajo potencialni zadržki glede varnosti, saj so eterična olja močno koncentrirana in lahko povzročijo draženje kože. Zato se za topikalno uporabo večinoma uporabljajo razredčena v oljni fazi. Pri uporabi olj iz lupin citrusov, kot so limone in limete pa se lahko pojavi tudi fototoksična reakcija.  Prav tako veliko eteričnih olj vsebuje kemične snovi, ki povzročajo kasnejšo preobčutljivost. Nekatera olja so lahko tudi strupena za domače živali, še posebno občutljive so mačke.
Eterična olja sivke in čajevca naj bi povzročala ginekomastijo, nenormalno rast tkiva dojk  predadolescentnih fantov. Vendar to poročilo, ki navaja to potencialno vprašanje, je bilo narejeno na podlagi ugotovitve samo pri treh fantih (ni znanstven dokazano ) in dva od teh fantov naj bi imela telesno težo precej nad povprečjem za svojo starost, kar  pa že samo po sebi poveča nagnjenost h ginekomastiji.
Specialist za področje otroških hormonov na Univerzi v Cambridgeu je trdil,«..ta olja lahko oponašajo estrogene, zato bi morali biti ljudje bolj previdni pri uporabi teh proizvodov."
Ravno tako, kot ostale bioaktivne snovi, so tudi eterična olja lahko varna za splošno javnost in obenem še vedno predstavljajo nevarnost za noseče in doječe matere.
Medtem ko se nekateri zavzemajo za uporabo eteričnih olj za terapevtske namene, pa  na drugi strani profesionalni aromaterapevti z licenco ne priporočajo splošne uporabe in samozdravljenje z določenimi eteričnimi olji zaradi njihove strupene narave. Nekatera zelo pogosta eterična olja, kot je olja evkaliptusa, je izredno strupeno pri uživanju že pri odmerku ene čajne žličke.
V nekaj primerih so tudi poročali o toksičnosti eteričnega olja žajblja in cedre, saj naj bi povzročala poškodbe jeter in celo epileptični napad. Nenamerno uživanje pa se lahko zgodi, če olja ne hranite zunaj dosega otrok.
Olja, ki jih zaužijemo ali nanesemo na kožo, imajo lahko potencialno negativne interakcije s konvencionalno medicino. En primer je lokalna uporaba težkega olja metilsalicilata, kot sta Sweet Birch in Wintergreen, ki lahko povzroči krvavitev pri istočasnem jemanju antikoagulanta Varfarin.

## Tabela - Temperatura uparevanja
{"wikitable sortable"
|-
!   	Ime rastline
!  	Strokovno ime
!  	Uporaben del rastline
! Temperatura
|-
| Evkaliptus
| 
| Listi
| 130 °C 
|-
| Hmelj
| 
| Sadež
| 154 °C 
|-
| Kamilica
| 
| Cvet
| 190 °C 
|-
| Sivka
| 
| Listi
| 130 °C 
|-
| Navadna melisa
| 
| Listi
| 142 °C 
|-
| Žajbelj
| 
| Listi
| 190 °C 
|-
| Vrtna materina dušica
| 
| Zel
| 190 °C 
|-
| Konoplja
| 
| Cvet
| 180 °C 
|}